# Sarah Bernstein
Sarah Bernstein (* um 1985) ist eine US-amerikanische Jazz- und Improvisationsmusikerin (Geige, Sprache, Elektronik, Komposition).

## Leben
Bernstein stammt aus San Francisco und erwarb den Bachelor in Violin Performance am California Institute of the Arts, den Master of Arts in Jazz Studies am CUNY Queens College. Sie arbeitete ab Mitte der 2000er-Jahre u. a. mit Peck Allmond, Bob Reddy, Jason Kao Hwang, Adam Rudolph, Anthony Braxton, Steve Swell, Taylor Ho Bynum, James Ilgenfritz, Hans Tammen und Ron Anderson. Mit ihrem Duo/Trio Iron Dog (mit Stuart Popejoy und Tommaso Cappellato) spielte sie das Album Field Recordings 1 ein; um 2012 legte sie ihr Debütalbum Unearthish (mit Satoshi Takeishi) vor, in dem sie Klangexperimente mit gesprochenem Wort verband. Mit Kid Millions spielte Bernstein das Live-Album Live at Gravesend Feb. 11, 2015 8pm ein. In Quartettbesetzung (mit Kris Davis, Stuart Popejoy, Ches Smith) folgte das Album Still/Free (Leo, 2016). Mit Kid Millions legte Bernstein 2017 das Duoalbum Tense Life (577 Records) vor. Beim Kritiker-Poll des Down Beat gewann sie 2020 als beste Geigerin in der Kategorie Rising Star. 2020 legte sie das Album Exolinger vor, gefolgt von Veer Quartet (2022, mit der Geigerin Sana Nagano, der Bratschistin Leonor Falcón und dem Cellisten Nick Jozwiak).
Neben ihren AvantJazz-Projekten arbeitet Bernstein als Musikerin und Komponistin für Multimedia-Performances, Kammermusik (mit Scott Tixier, Mat Maneri und Rubin Kodheli) und Filmmusiken. Sie lebt in Brooklyn.